# 위예
위예(韋叡, 442 - 520)는 중국 남북조시대 남제, 소량의 대신이다. 경조군(京兆郡) 두릉현(杜陵縣) 출신으로 자는 회문(懷文), 시호는 엄(嚴), 작위는 영창현후(永昌縣侯)이다. 종리 전투에서 북위의 백만 대군을 물리친 인물이다.

## 같이 보기
- 남제
- 소량
- 양서
- 양 무제
- 종리 전투

1. ↑  호왈. 실제로는 수십만으로 추정